# Procuraduría General del Estado (Perú)
La Procuraduría General del Estado en Perú es un organismo público técnico especializado adscrito al Ministerio de Justicia y Derechos Humanos, con personería jurídica de derecho público interno, cuyo rol es representar jurídicamente la defensa del Estado peruano a nivel nacional e internacional y exigir alguna reparación civil en agravio del mismo.

## Historia
Históricamente se estableció el Consejo de Defensa Jurídica por Decreto Legislativo 1068 del 28 de junio de 2008 como parte de las medidas del Tratado de Libre Comercio Perú-Estados Unidos. Este derogó al Decreto Ley 17537 (Ley de Representación y Defensa del Estado en Juicio) de 1969, que fue relevante en la formación de la futura Procuraduría General de la República, y que la Constitución de 1979 reconoce a los procuradores públicos. Previa a la derogación, se realizaron varios proyectos para evitar duplicar las atribuciones de la Procuraduría y la Fiscalía, además de independizar a esta última del Poder Judicial.
Este consejo cobró una nueva finalidad, muy diferente a la concepción de finales de los años 1960 que comparte el Ministerio Público que fue criticado en su momento por su ambigüedad de funciones. Contó con un máximo representante para instancias supranacionales e internacionales, asimismo, cumplió su función de gestionar esfuerzos de procuradores públicos, que incluyen a los sectores generales (como la salud y la educación) y específicos (como la Procuraduría Pública Especializada en Delitos de Corrupción). Aunque este consejo establece a los intendentes, la Procuraduría General de la República siguió como proyecto hasta su anuncio de institucionalizarlo en 2012 por Juan Jiménez Mayor.
Junto a la Contraloría General de la República fueron responsables de la evaluación, ratificación y contratación procuradores y sus funcionarios durante la declaratoria de emergencia del Consejo Nacional de la Magistratura, surgido por el escándalo de los CNM Audios.
En 2017 se anunció su reestructuración por la ministra de Justicia y Derechos Humanos, Marisol Pérez Tello. Se basa en el Decreto Legislativo 1326, que reestructura el Sistema Administrativo de Defensa Jurídica del Estado y delega el mayor control al nuevo organismo en lugar del Consejo de Defensa. Oficializado en 2019, unifica todas las procuradurías de varias instituciones a nivel nacional. En 2022 la PGE interopera su plataforma SAEP (Sistema Único de Administración de Expedientes de las Procuradurías Pública) con el Organismo de Supervisión de los Recursos Forestales y de Fauna Silvestre (Osinfor) para la investigación de delitos ambientales.
A mediados de 2022 la Procuraduría fue objeto de controversia al remover el cargo a Daniel Soria cuando este apoyó a la investigación contra Pedro Castillo. Tras varios meses, la remoción fue anulada por el Poder Judicial, por lo que Soria volvió asumir al mando en octubre de ese año. No obstante, la fiscal de la Nación, Patricia Benavides, denunció a Martín Vizcarra por supuestamente elegir a Soria de forma irregular.
Tras las acusaciones de finales de 2023, coincidiendo con el inicio de las indagaciones sobre las muertes ocurridas durante la convulsión social, el Ministerio de Justicia adoptó medidas cautelares y apartó de su cargo a Daniel Soria. Su sucesor, Javier Pacheco, desactivó la unidad de la Procuraduría encargada de revisar los casos relacionados con el gobierno de Dina Boluarte. El despido definitivo de Soria se produjo en abril de 2024 por parte de la oficialidad de Boluarte.

### Autonomía
Aunque la Procuraduría está adscrita al Ministerio de Justicia y Derechos Humanos, es independiente en el sector funcional, técnico, económico y administrativo para el ejercicio de sus funciones..En 2021 se aprobó la propuesta de modificación del artículo 47 de la Carta Magna para convertirse en completamente autónoma.
En 2023, el Ministerio de Justicia señaló que solo la Procuraduría puede designar y retirar funcionarios en otras instituciones como el Poder Judicial. Sin embargo, en ese año, el Congreso de la República, aprobó el proyecto de ley para impedir la elección de procuradores en su institución que contó la participación de Fuerza Popular. El mencionado ministerio señaló que con la promulgación de la ley, «son aplicables a todas las Procuradurías Públicas en los ámbitos del gobierno nacional, regional y local».

## Funciones de la Procuraduría General
El mayor representante es el procurador general, elegido por el Ministerio de Justicia, aunque en 2018 y 2022 se propuso la convocatoria pública.
El abogado penalista Alex Guerrero resume que «mientras el fiscal persigue el delito, el procurador vela por la parte económica; en manos de esta entidad está la reparación civil». El diario La República también resume la labor como «el abogado del Estado», mientras que las acciones penales deben estar acompañadas de un fiscal y un juez. Las funciones son señaladas en el artículo 12 del Decreto Legislativo 1326:
- Promover y garantizar el ejercicio de la defensa y representación jurídica del Estado a fin de proteger sus intereses.
- Desarrollar normas relacionadas con la supervisión y evaluación del cumplimiento de los lineamientos y actividades de los/as operadores/as del Sistema.
- Generar estadísticas, registros y reportes, con información relevante para el cumplimiento de sus funciones.
- Absolver consultas, formular opinión vinculante y proponer modificatorias normativas en materia de defensa jurídica del Estado.
- Desarrollar acciones que promuevan la capacitación y la especialización de los/as operadores/ as del Sistema.
- Promover la solución de conflictos o controversias cuando estos generen un menoscabo en los intereses del Estado, en coordinación con entidades del sector público.
- Centralizar información sobre las contingencias generadas en contra del Estado, así como las penas de multa impuestas por comisión de delitos a favor del Estado.
- Coordinar los operativos de interdicción donde intervengan los/as procuradores/as públicos con las instituciones competentes y conforme a ley. Asimismo, colaborar en lo pertinente con las acciones de recuperación extrajudicial de los predios del Estado.
- Establecer mecanismos de cooperación con otras entidades del sector público o personas jurídicas de Derecho Privado, nacionales o extranjeras, a efectos que coadyuven con la defensa jurídica del Estado, en lo que fuera pertinente.
- Coordinar y analizar con las entidades de la administración pública la viabilidad y la conveniencia ─costo beneficio─ de llegar a una solución amistosa en las controversias no judicializadas en las que el Estado sea parte.
- Elaborar pericias, informes, valoración del perjuicio económico causado al Estado y otros para apoyo técnico a las Procuradurías Públicas en el ejercicio de sus funciones.
- Acreditar a los/as procuradores/as públicos mediante la entrega de documento oficial que les faculta a ejercer válidamente la defensa jurídica del Estado, así como retirar la acreditación conforme a ley.
- Coadyuvar con los mecanismos de cooperación para lograr la localización y recuperación de los efectos, bienes, instrumentos y ganancias procedentes de actividades ilícitas, cuando estas se encuentren fuera del territorio nacional.
- Registrar la información de las controversias internacionales en la que es parte el Estado, conforme a la normatividad pertinente.
- Recibir, atender y gestionar las denuncias que son efectuadas por la ciudadanía.